# Üvegszivacsok
Az üvegszivacsok (Hexactinellida), más neveken hatsugarú vagy háromtengelyű szivacsok a szivacsok (Porifera) törzsének egy osztálya.

## Megjelenésük, felépítésük
Változatos méretű, cső vagy váza alakú, szabálytalan alakú szivacsok. Testük szikonoid vagy leukonoid típusú.
Nincs fedősejtrétegük (pinacoderma), és sponginrostjaik sincsenek. Helyettük a vázat az tartja egybe, hogy az szilícium-dioxidból álló szivacstűik egymással összenőve rácsszerű hálózatos vázat, úgynevezett üvegvázat alkotnak, amitől testük más szivacsokénál jóval törékenyebb. Testük nagy része szincitium, azaz összeolvadt sejtekből álló, sokmagvú citoplazma.  Tudományos nevüket arról kapták, hogy szivacstűik a legtöbbször hatsugarasak, bár előfordulnak négysugarasak is.

## Életmódjuk, élőhelyük
Kizárólag tengervízben élnek, más szivacsoknál jellemzően mélyebben, nagyjából 450 és 900 méter között.

## Rendszertani felosztásuk
A ma élő üvegszivacsokat az alábbi alosztályokba, rendekbe és családokba sorolják:
- Amphidiscophora
  - Amphidiscosida
    - Hyalonematidae
    - Monorhaphididae
    - Pheronematidae

- Hexasterophora
  - Aulocalycoida
    - Aulocalycidae
    - Uncinateridae

  - Hexactinosida
    - Aphrocallistidae
    - Craticulariidae
    - Cribrospongiidae
    - Dactylocalycidae
    - Euretidae
    - Farreidae
    - Tretodictyidae

  - Lychniscosida
    - Aulocystidae
    - Diapleuridae

  - Lyssacinosida
    - Euplectellidae
    - Leucopsacidae
    - Rossellidae